# Instruments de musique de Thaïlande

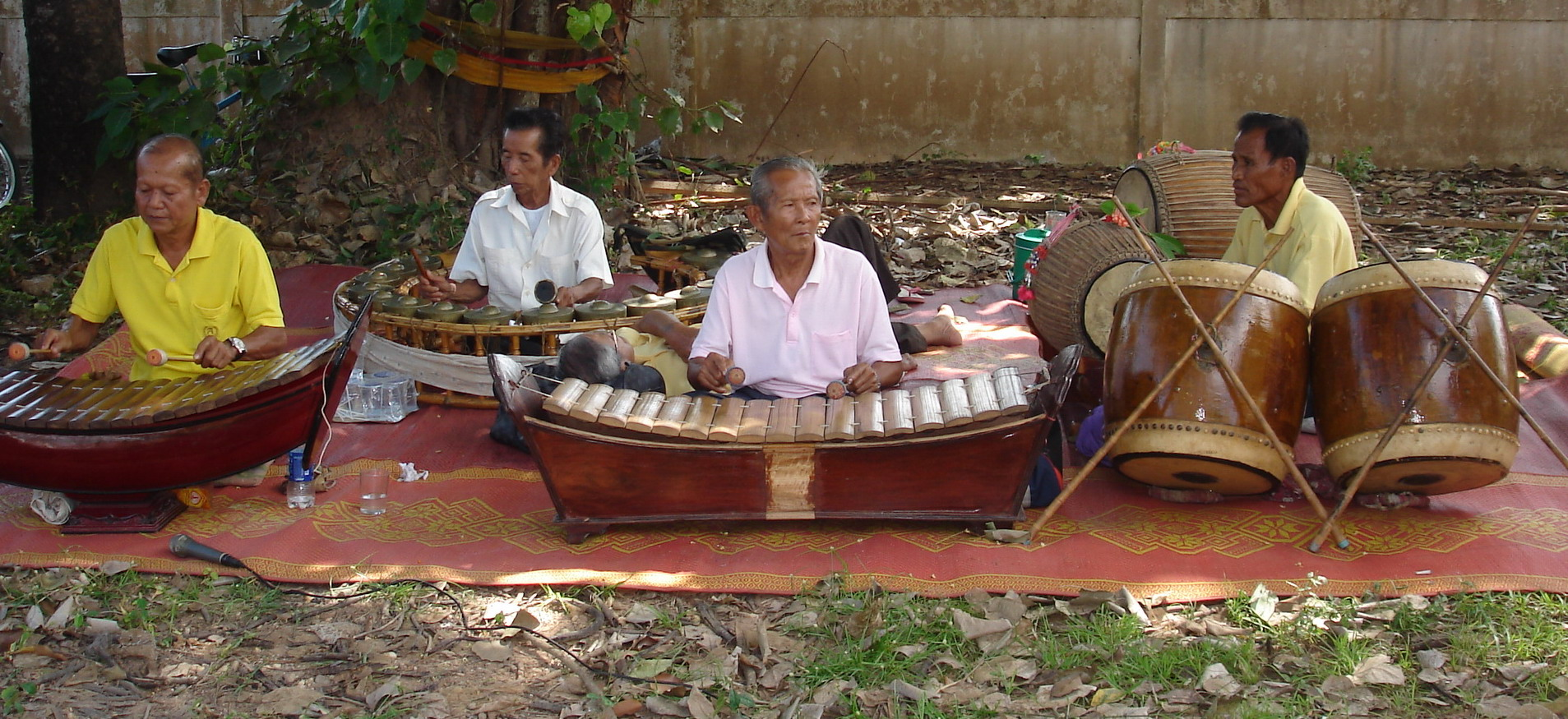
Thaïlande

image thaïlande
Liste d'instruments de musique de Thaïlande :
- khên
- Khim
- Khong wonh lek
- Ranat